# Tyrifjord
De Tyrifjord is een meer in de provincie Buskerud in Noorwegen.
Het is het op vier na grootste meer in Noorwegen met een oppervlakte van 137 km² en een volume van 13 km³. Het is circa 295 meter diep op het diepste punt en het ligt 63 meter boven zeeniveau.
Omliggende plaatsen zijn Hole, Lier, Modum en Ringerike. Sundvoldenbrua is een brug in Sundvolden. In het meer liggen enkele eilanden, waarvan Utøya het bekendste is.
Op Utøya werd op 22 juli 2011 een schietpartij gepleegd door Anders Behring Breivik in een politiek jongerenkamp met 77 doden tot gevolg. 